# Joe Van Rossem
Joe (Jozef) Van Rossem (Heusden, 22 juni 1940 – Hansbeke, 22 november 2004) was een Vlaams-Belgisch kunstschilder.

## Loopbaan
Zijn opleiding begon in de academie van Gent (1955-1962), Voorkeur voor zowel figuren en portretten als landschappen, stillevens en composities. Vestigde zich in Sint-Martens-Latem, waar hij samen met Fons Roggeman, Luc-Peter Crombé, Martin Wallaert en Dees De Bruyne contact had met de laatste groep van de Latemse School. Uit de pers: «Zijn werk is zwanger van symboliek,» en «In al zijn werken ligt een sterke persoonlijkheid en een zodanige zelfstandigheid dat hij moeilijk onder een bepaalde stijl te situeren is. Hij benadert het meest het expressionisme met zijn vervorming en zijn ingehouden kracht. Zijn talrijke zelfportretten die soms beangstigend en dramatisch lijken, verraden een introverte natuur, steeds op zoek naar zichzelf.».
Samen met Fons Roggeman, Luc-Peter Crombé, Martin Wallaert en Dees De Bruyne behoort Joe Van Rossem tot de groep kunstenaars die in Sint-Martens-Latem woonden en contact hadden met de derde groep van de Latemse School. Droeg op fantatieke wijze zijn conceptuele visie door gebruik te maken van de modernste digitale mogelijkheden, wat uiteindelijk resulteerde in zijn schitterende zijden kleurdoeken. Verschillende werken van Joe Van Rossem zijn opgenomen in privécollecties en musea in België (museum van Gent en Deinze, Brussel, gemeentehuis van Waregem en Nevele) en daarbuiten (Nederland, Frankrijk, Luxemburg, Verenigd Koninkrijk, Duitsland, Spanje, Italië, Cyprus, Japan, Australië en de Verenigde Staten). Is opgenomen in het boek " 100 zelfportretten " van uitgeverij Arcade en in "Twee eeuwen Signaturen van Belgische kunstenaars" van Art in Belgium.
- RKD-Nederlands Instituut voor Kunstgeschiedenis: 101609
- Virtual International Authority File: 3589157282927403640006
- WorldCat: E39PBJw4yHbD97Bjc9FfgYgxjC